# リトラル県 (ベナン)
リトラル県 (リトラルけん、Département du Littoral)(沿岸県)は、ベナン南部の県。
県都はコトヌー。
首都のコトヌー市が全域を占める。
2013年の人口は67万8874人、面積は79km2、人口密度は8593人/km2。
ベニン湾に面する。

## 地理
- 西～北：アトランティック県
- 東：ウェメ県
- 南：ベニン湾

## 歴史
1999年、アトランティック県から分離した。

## 民族
- フォン人：48%
- ヨルバ人：18%
- バリバ人（英語版）：8%
- アジャ人（英語版）：6%
- デンディ人：5%
- オッタマリ人：4%
- フラニ人：3%
- その他：8%

## 下位行政区画
- コトヌー